# Rumiñawi

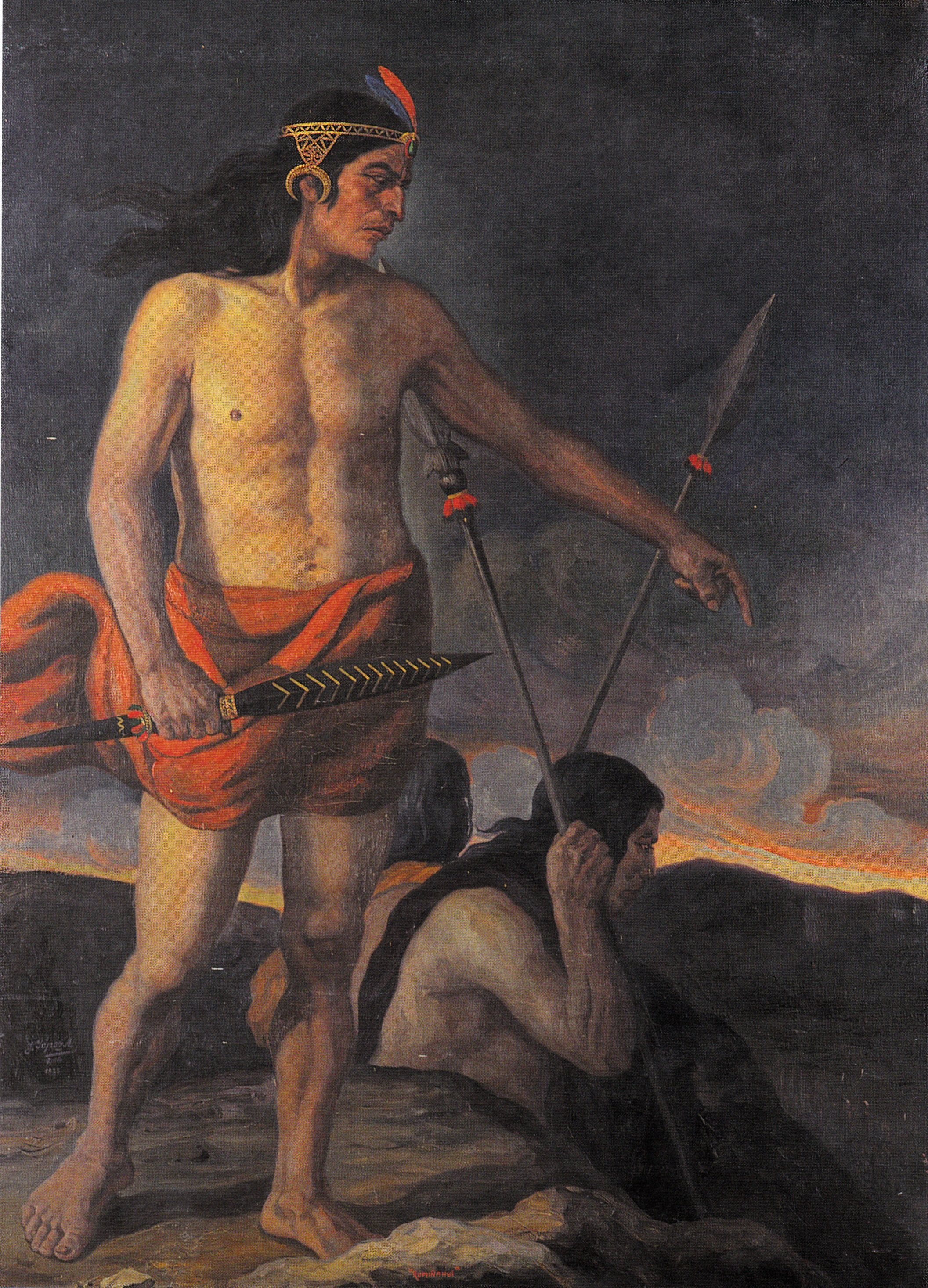
Rumiñawiego

Rumiñawi (kecz. Kamienne Oko), właśc. Ati II Pillahuaso – inkaski wódz za panowania Huayny Capaca, a następnie dowódca wojsk Atahualpy.
Był jednym z najbardziej zasłużonych żołnierzy w Tahuantinsuyu. Zginął w 1535 r. z rąk Hiszpanów. Przydomek Kamienne Oko zyskał albo dlatego, że był ślepy na jedne oko, albo w uznaniu dla swego stanowczego oporu przeciw kolonizatorom. Upamiętniony na ekwadorskim banknocie 1000 sucre.